# 彼得羅沙尼鄉 (特列奧爾曼縣)
43°43′N 25°38′E / 43.717°N 25.633°E
彼得羅沙尼鄉（羅馬尼亞語：Comuna Pietroșani, Teleorman），是羅馬尼亞的鄉份，位於該國南部，由特列奧爾曼縣負責管轄，面積105平方公里，海拔高度25米，2007年人口3,040，人口密度每平方公里29人。